# شنپنباخ
شنپنباخ (به آلمانی: Schneppenbach) یک شهر در آلمان است که در باد کرویتسناخ واقع شده‌است. شنپنباخ ۲۷۱ نفر جمعیت دارد.